# Isla de Guadalcanal
Guadalcanal, cuyo nombre nativo es Isatabu, es una isla situada en el suroeste del océano Pacífico. Es la mayor de las Islas Salomón. Su extensión es de 5336 km². La población es de 60 000 habitantes aproximadamente. La ciudad más importante es Honiara que es capital de las islas, pero no pertenece administrativamente a la misma provincia que el resto de la isla, la provincia de Guadalcanal, sino al restante Territorio de la Capital.
Arqueólogos han encontrado en Guadalcanal vestigios culturales de presencia de población humana que han sido datados ya entre 6500 y 4000 años antes del presente (V milenio a. C. al siglo XXI a. C.) en el yacimiento de la cueva Vatuluma Posovi (también conocida como Poha Cave). En la misma zona, en el valle de Poha, se encuentran restos de la segunda oleada de población que integra el acervo de la población nativa de Guadalcanal, la tradición lapita (austronesios) que se datan en el 2700 antes del presente (siglo VIII a. C.). En el siglo XVI Guadalcanal fue una de las islas del Pacífico que descubrió la expedición de Álvaro de Mendaña, siendo integrada desde entonces al conocimiento cartográfico occidental, siendo el acontecimiento histórico más importante sucedido en esta isla
Otro acontecimiento histórico en esta isla fue la batalla de Guadalcanal, en el marco de la Segunda Guerra Mundial. A comienzos de 1942 la isla se hallaba en poder del Ejército Imperial Japonés. El Cuerpo de Marines de los Estados Unidos llegó a Guadalcanal el 7 de agosto de ese mismo año. El desembarco no tuvo contratiempos, pero la lucha se complicó a partir de ese momento, desatándose una de las batallas más violentas de esa guerra. Finalmente, los efectivos estadounidenses comunicaron el 9 de febrero de 1943 la conquista de la isla.
En las últimas décadas se han desarrollado tensiones étnicas entre habitantes migrantes (o descendientes de estos) desde la vecina Isla Malaita y nativos de Guadalcanal, acrecentadas por una crisis económica, social y sanitaria. Las condiciones difícultosas galvanizaron estereotipos que oponían los intereses económicos de locales (supuestamente perezosos y no competitivos) y malaitas (supuestamente industriosos y competitivos), que ocultarían problemas estructurales de liderazgo político y política económica. La tensión derivó en ataques a asentamientos rurales malaitas y enfrentamientos alrededor de Honaira con visos de guerra civil, un golpe de Estado ocurrido en el 2000, y finalmente el despliegue de una fuerza de paz de países vecinos en el 2003 por solicitud del parlamento local, que estabilizó la situación.

## Historia

### Descubrimiento
La isla fue descubierta durante la expedición del berciano Álvaro de Mendaña en 1568 dirigida a descubrir la legendaria Terra Australis Incognita bajo el reinado de Felipe II. El nombre de la isla fue puesto por el explorador Pedro de Ortega Valencia (a la sazón, miembro de la expedición de Mendaña) en honor a su pueblo natal, Guadalcanal, en la provincia de Sevilla actualmente.

### Colonización e independencia
Si bien la Isla fue descubierta para España, los esfuerzos españoles por colonizarla fracasaron. A lo largo de los siglos XVIII y XIX arribaron a la misma sólo misioneros y distintos grupos de europeos.
En 1885, la Compañía Alemana de Nueva Guinea se hizo con el control de las islas Salomón. Sin embargo, la administración alemana duró poco. En 1893, el sector sudoriental de las Salomón fue convertido en protectorado británico y cinco años más tarde se añadió el sector septentrional.
En 1900, Alemania transfirió sus restantes dominios (con excepción de Bougainville y Buka) al Reino Unido a cambio de la retirada británica de Samoa Oriental. Desde entonces, como parte de las Islas Salomón, Guadalcanal fue ocupada por la Corona británica.
En 1920 Bougainville y Buka fueron puestas bajo mandato australiano por la Liga de las Naciones, mientras que Guadalcanal permaneció bajo la Corona británica hasta 1942, cuando fue ocupada por fuerzas del Imperio de Japón y, más tarde, reconquistada por fuerzas estadounidenses en lo que fue la Batalla de Guadalcanal.

### Segunda Guerra Mundial
La Campaña de Guadalcanal, también conocida como la Batalla de Guadalcanal y codificada por los aliados como Operación Watchtower, se desarrolló entre el 7 de agosto de 1942 y el 9 de febrero de 1943 alrededor de la isla de Guadalcanal en el marco del frente del Pacífico de la Segunda Guerra Mundial. Esta campaña militar fue la primera gran ofensiva lanzada por los Aliados contra las fuerzas del Imperio del Japón.
El 7 de agosto de 1942, fuerzas aliadas, principalmente estadounidenses, iniciaron desembarcos en las islas de Guadalcanal, Tulagi y Florida (Nggela Sule), en el sur de las islas Salomón. Su objetivo era impedir que dichas islas fueran utilizadas como bases desde las que se amenazaran las rutas de suministro entre los Estados Unidos, Australia y Nueva Zelanda. Los Aliados también buscaban utilizar Guadalcanal y Tulagi como bases que pudieran apoyar una campaña que les permitiera conquistar o neutralizar las principales bases japonesas en Rabaul, en la Nueva Bretaña.. Las fuerzas aliadas abrumaron y superaron en número a las de los defensores, quienes habían ocupado las islas en mayo de 1942, apoderándose de Tulagi y Florida, así como un aeródromo que estaba en construcción en Guadalcanal, renombrado posteriormente como «Campo Henderson».
Sorprendidos por la ofensiva Aliada, los japoneses hicieron varios intentos entre agosto y noviembre de 1942 para recuperar el Campo Henderson. Tres importantes batallas en tierra, cinco grandes batallas navales y combates aéreos casi diarios culminaron en la decisiva batalla naval de Guadalcanal de comienzos de noviembre de 1942, en donde falló un intento por parte de los japoneses de desembarcar tropas para capturar el Campo Henderson. En diciembre de 1942 los japoneses abandonaron los esfuerzos para retomar Guadalcanal y evacuaron las tropas restantes el 7 de febrero de 1943.

### Guerra Civil
A principio de 1999 las tensiones entre los habitantes de Guadalcanal y los emigrantes llegados de la vecina isla de Malaita, desembocaron en violentos enfrentamientos. El Guadalcanal Revolutionary Army (en español, Ejército Revolucionario de Guadalcanal), más tarde conocido como Isatabu Freedom Movement (IFM), que demandaba un gobierno federal para la isla de Guadalcanal y que se cambiara el nombre al de Isatabu, comenzó a realizar acciones terroristas contra los malaitanos que vivían en zonas rurales con la intención de que abandonaran sus casas. Alrededor de 20.000 malaitanos dejaron sus hogares y se trasladaron a la capital o a la isla de Malaita.
Mientras tanto se formó la Malaita Eagle Force (MEF) para defender los intereses de los malaitanos. El gobierno no tuvo más remedio que pedir ayuda al Secretario General de la Commonwealth. El 28 de junio de 1999 se llegó al Acuerdo de Paz de Honiara. Pese a una aparente resolución del conflicto, los problemas se mantuvieron y en junio de 2000 la violencia volvió a estallar violando el acuerdo de paz.
El 5 de junio de 2000, la MEF logró asaltar el parlamento con la ayuda de varios tanques. Una vez en el poder destituyeron al primer ministro Bartholomew Ulufa’alu. El 30 de junio, el Parlamento eligió por un estrecho margen a Manasseh Sogavare como nuevo primer ministro. Sogovare creó una Coalición por la Unión Nacional, la Reconciliación y la Paz, que dispuso un programa de acciones para intentar resolver el problema étnico, mejorar la economía y distribuir los beneficios del desarrollo más equitativamente. Sin embargo, el gobierno de Sogarave fue tremendamente corrupto y sus medidas llevaron a un deterioro de la economía, de la ley y el orden.
El conflicto fue causado principalmente por el acceso a la tierra y otros recursos, y los disturbios y combates se centraron en la capital, Honiara. Las muertes se estimaron en un centenar y unos 30.000 desplazados, principalmente malaitanos. Debido a los combates, la actividad económica en Guadalcanal se vio profundamente afectada.
Los continuos disturbios provocaron un colapso de la economía. Los funcionarios dejaron de percibir su salario y las reuniones del gobierno se debían celebrar en secreto para evitar que los señores de la guerra intervinieran. Las fuerzas de seguridad eran incapaces de restaurar el orden y muchos de los efectivos de seguridad tomaron partido de uno u otro bando.
En julio de 2003, el Gobernador General de las Salomón, con un apoyo unánime del parlamento, pidió ayuda internacional para solucionar el conflicto. El gobierno aprobó una ley para dotar a las tropas internacionales de amplios poderes.
Tras el anuncio del envío de 300 policías y 3000 soldados por parte de Australia, Nueva Zelanda, Fiyi y Papúa Nueva Guinea, el señor de la guerra Harold Keke anunció el 6 de julio de 2003 un alto al fuego. El anuncio se efectuó mediante el envío de un fax firmado al primer ministro Allan Kemakeza. Keke lideraba el Frente de Liberación de Guadalcanal refugiándose en la costa sudoeste de esa isla (Weather Coast). A pesar del cese al fuego, la Solomon Islands Broadcasting Corporation informó el 11 de julio de 2003 del asalto no confirmado de dos aldeas por parte de partidarios de Keke.